# Фернандес, Жорди
Жорди Фернандес (исп. Jordi Fernández, род. 27 сентября 1982, Бадалона) — испанский баскетбольный тренер. Главный тренер клуба НБА «Бруклин Нетс» и мужской сборной Канады.

## Тренерская карьера

### Рании годы
В родной Испании Фернандес начал свою тренерскую карьеру в возрасте 15 лет, работая в молодежной команде клуба «Сан-Хосе». В клубе «Оспиталет» он работал тренером по физической подготовке. Он провел некоторое время за границей, тренируя в Норвегии и Нидерландах, а также посетил летний лагерь в Оклахомском университете.
Летом 2006 года Фернандес переехал в Лас-Вегас, где присоединился к тренерскому составу баскетбольной академии Impact.

### Кливленд Кавальерс (2009–2013)
Фернандес начал свою тренерскую карьеру в НБА в 2009 году, когда Майк Браун, тогдашний главный тренер «Кливленд Кавальерс», нанял Фернандеса в качестве тренера по развитию игроков. Там он обучал Кайри Ирвинга, Тристана Томпсона, Диона Уэйтерса, Мэттью Деллаведову и других игроков. Майк Гэнси, помощник генерального менеджера «Кавальерс», высоко отзывался о Фернандесе во время его пребывания в клубе. Фернандес также работал с Леброном Джеймсом и Шакилом О’Нилом во время своего пребывания в «Кавальерс». Он также был в тренерском штабе во время чемпионства «Кавальерс» в 2016 году.

### Кантон Чардж (2013–2016)
В 2013 году Фернандес воспользовался возможностью присоединиться к «Кантон Чардж» из Лиги развития НБА в качестве главного помощника тренера. Год спустя он стал главным тренером.

### Денвер Наггетс (2016–2022)
В начале сезона 2016/2017 «Денвер Наггетс» включили Фернандеса в свой тренерский штаб в качестве помощника тренера.
Фернандес упоминался в ежегодном отчете ESPN о потенциальных кандидатах на должность тренера в апреле 2018 года. Игроки «Наггетс» высоко отзывались о Фернандесе. Монте Моррис сказал: «Он — деловой парень».

### Сакраменто Кингз (2022–2024)
12 августа 2022 года Фернандес был нанят в качестве помощника главного тренера «Сакраменто Кингз». После того, как Фернандес был нанят в качестве помощника главного тренера, он стал главным тренером команды в Летней лиге 2022 года. Он помог четвертому общему выбору на драфте НБА 2022 года Кигану Мюррею выиграть награду MVP Летней лиги 2022 года. 14 декабря 2022 года Фернандес занял пост исполняющего обязанности главного тренера после того, как главный тренер «Кингз» Майк Браун был удален в середине игры. Он взял на себя ту же роль в двух играх подряд против «Денвер Наггетс» 27 и 28 декабря, когда Браун был помещен в антиковидный протокол НБА. Перед игрой 27 декабря главный тренер «Наггетс» Майкл Мэлоун, под руководством которого Фернандес работал в «Сакраменто», сказал: «Я думаю, однажды Жорди станет главным тренером в этой лиге. Он был главным тренером в Джи-Лиге. У него большой международный опыт. Эта команда на правильном пути с правильными тренерами, поэтому я действительно рад за них».

### Бруклин Нетс (2024–настоящее время)
22 апреля 2024 года Фернандес был нанят на должность главного тренера «Бруклин Нетс».

## Тренерская карьера в национальной сборной
В 2013 году Фернандес был помощником тренера мужской сборной Испании до 19 лет. С 2017 по 2019 год он работал помощником тренера мужской сборной Испании.
Фернандес был помощником тренера сборной Нигерии под руководством Майка Брауна на летних Олимпийских играх 2020 года в Токио. Они впервые встретились, когда Фернандес работал в баскетбольной академии Impact.
27 июня 2023 года Фернандес сменил Ника Нерса на посту главного тренера  мужской сборной Канады.